# S (lớp tàu ngầm Anh) (1931)
Lớp tàu ngầm S (1931) của Hải quân Hoàng gia Anh nguyên được thiết kế và chế tạo trong giai đoạn hiện đại hóa lực lượng tàu ngầm vào đầu thập niên 1930 nhằm đáp ứng nhu cầu về một kiểu tàu ngầm nhỏ để tuần tra tại vùng biển bị giới hạn như Bắc Hải và Địa Trung Hải, thay thế cho  tàu ngầm lớp H. Lớp S tiếp tục chiếm một phần quan trong trong chương trình chế tạo tàu chiến của Hải quân Hoàng gia trong Chiến tranh Thế giới thứ hai, và là lớp tàu ngầm có số lượng nhiều nhất của Hải quân Hoàng gia, với tổng cộng 62 chiếc thuộc ba nhóm được chế tạo trong suốt 15 năm, bao gồm 50 chiếc thuộc lớp S "cải tiến" được hạ thủy từ năm 1940 đến năm 1945. 
Vào lúc Thế Chiến II nổ ra, lớp S cùng với các  lớp U và  lớp T của Anh,  lớp O 21 của Hà Lan và   Type VII của Đức Quốc xã nằm trong số những tàu ngầm tiên tiến nhất được đưa ra hoạt động vào lúc đó.

## Nhóm I

Hình dạng bên ngoài của tàu ngầm lớp S, nhóm I

Nhóm I của lớp tàu ngầm S bao gồm bốn chiếc. Chúng nhỏ và chậm hơn so với các nhóm tiếp theo, được vũ trang ít hơn, nhưng có thể vận hành bởi một thủy thủ đoàn ít người hơn. Hai chiếc Swordfish và Sturgeon được đặt hàng trong khuôn khổ Chương trình Chế tạo 1929; và thêm hai chiếc Seahorse và Starfish được đặt hàng trong khuôn khổ Chương trình Chế tạo 1930. Cả bốn chiếc đều được chế tạo tại Xưởng tàu Chatham từ năm 1930 đến năm 1932. Trong chiến tranh chúng đã hoạt động tại vùng biển nhà, đặc biệt là tại eo biển Manche, và dọc theo bờ biển bán đảo Scandinavia. Nhóm I có tỉ lệ tổn thất cao trong chiến tranh, khi chỉ còn lại duy nhất chiếc Sturgeon sống sót.
| Tên (số hiệu)   | Xưởng đóng tàu    | Đặt lườn         | Hạ thủy           | Nhập biên chế     | Số phận                                        |
| --------------- | ----------------- | ---------------- | ----------------- | ----------------- | ---------------------------------------------- |
| Swordfish (61S) | Xưởng tàu Chatham | 1 tháng 12, 1930 | 10 tháng 11, 1931 | 28 tháng 11, 1932 | Đắm do trúng thủy lôi, 7 tháng 11, 1940        |
| Sturgeon (73S)  | Xưởng tàu Chatham | 3 tháng 1, 1931  | 8 tháng 1, 1932   | 27 tháng 2, 1933  | Bán để tháo dỡ, tháng 1, 1946                  |
| Seahorse (98S)  | Xưởng tàu Chatham | 14 tháng 9, 1931 | 15 tháng 11, 1932 | 2 tháng 10, 1933  | Bị tàu quét mìn Đức đánh chìm, 7 tháng 1, 1940 |
| Starfish (19S)  | Xưởng tàu Chatham | 29 tháng 9, 1931 | 14 tháng 3, 1933  | 27 tháng 10, 1933 | Bị tàu quét mìn Đức đánh chìm, 9 tháng 1, 1940 |

## Nhóm II

Hình dạng bên ngoài của tàu ngầm lớp S, nhóm II

Nhóm II của lớp tàu ngầm S bao gồm tám chiếc. Chúng lớn hơn tàu ngầm nhóm I và yêu cầu một thủy thủ đoàn đông hơn, nhưng vẫn trang bị vũ khí tương tự. Nhóm II có trữ lượng nhiên liệu được tăng thêm đến 72 tấn Anh (73 t), giúp chúng nâng cao tầm hoạt động lên 6.000 nmi (11.000 km) ở tốc độ đường trường 10 kn (19 km/h).
Hai chiếc Sealion và Shark (54S) được đặt hàng trong khuôn khổ Chương trình Chế tạo 1931; hai chiếc Snapper và Salmon được đặt hàng trong khuôn khổ Chương trình Chế tạo 1932; chiếc Seawolfđược đặt hàng trong khuôn khổ Chương trình Chế tạo 1933; hai chiếc Spearfish và Sunfish được đặt hàng trong khuôn khổ Chương trình Chế tạo 1934; và chiếc Sterletđược đặt hàng trong khuôn khổ Chương trình Chế tạo 1935.
Công việc chế tạo được phân chia giữa Xưởng tàu Chatham và các hãng đóng tàu Scotts tại Greenock và Cammell Laird & Co Limited tại Birkenhead, tất cả đều được đóng từ năm 1934 đến năm 1937. Trong chiến tranh, giống như nhóm I, chúng hầu như chỉ hoạt động tại vùng biển nhà, xa nhất cho đến vịnh Biscay và dọc theo bờ biển bán đảo Scandinavia. Duy nhất một chiếc HMS Sunfish được chuyển cho Hải quân Liên Xô và được đổi tên thành V-1; tuy nhiên nó lại bị đánh chìm do hỏa lực bắn nhầm từ máy bay Anh lúc đang trên đường từ Dundee đến Murmansk. 
Tỉ lệ tổn thất trong chiến tranh của nhóm II vẫn duy trì ở mức cao, khi chỉ có hai chiếc HMS Sealion và HMS Seawolf sống sót qua Thế Chiến II.
| Tên (số hiệu) | Xưởng đóng tàu            | Đặt lườn         | Hạ thủy           | Nhập biên chế     | Số phận                                                                          |
| ------------- | ------------------------- | ---------------- | ----------------- | ----------------- | -------------------------------------------------------------------------------- |
| Sealion (72S) | Cammell Laird, Birkenhead | 16 tháng 5, 1933 | 16 tháng 3, 1934  | 21 tháng 12, 1934 | Bị đánh chìm như mục tiêu, 13 tháng 3, 1946                                      |
| Shark (54S)   | Xưởng tàu Chatham         | 12 tháng 6, 1933 | 31 tháng 5, 1934  | 31 tháng 12, 1934 | Hư hại nặng do không kích, tự đánh đắm ngoài khơi Na Uy, 6 tháng 7, 1940         |
| Snapper       | Xưởng tàu Chatham         | 18 tháng 9, 1933 | 25 tháng 10, 1934 | 14 tháng 6, 1935  | Mất tích sau ngày 29 tháng 1, 1941                                               |
| Salmon        | Cammell Laird, Birkenhead | 15 tháng 6, 1933 | 30 tháng 4, 1934  | 8 tháng 3, 1935   | Có thể mất do trúng thủy lôi, 9 tháng 7, 1940                                    |
| Seawolf       | Scotts, Greenock          | 25 tháng 5, 1934 | 28 tháng 11, 1935 | 12 tháng 3, 1936  | Bán để tháo dỡ, tháng 11, 1945                                                   |
| Spearfish     | Cammell Laird, Birkenhead | 23 tháng 5, 1935 | 21 tháng 4, 1936  | 11 tháng 12, 1936 | Bị tàu ngầm Đức U-34 đánh chìm, 1 tháng 8, 1940                                  |
| Sunfish       | Xưởng tàu Chatham         | 22 tháng 7, 1935 | 30 tháng 9, 1936  | 2 tháng 7, 1937   | Chuyển cho Liên Xô như là chiếc V 1, 1944; bị đánh chìm, 27 tháng 7, 1944        |
| Sterlet       | Xưởng tàu Chatham         | 14 tháng 7, 1936 | 22 tháng 9, 1937  | 6 tháng 4, 1938   | Bị đánh chìm, vó thể bởi tàu chống ngầm Đức hoặc trúng thủy lôi 18 tháng 4, 1940 |

## Nhóm III

Hình dạng bên ngoài của tàu ngầm lớp S, nhóm III

Nhóm III là nhóm có số lượng lớn nhất trong số tàu ngầm lớp S bao gồm 50 chiếc. Nhóm này có trọng lượng lớn nhất đồng thời được vũ tranh mạnh nhất, nhưng cũng yêu cầu nhân sự thủy thủ đoàn nhiều hơn. Chúng nhanh hơn một knot khi đi trên mặt nước, nhưng chậm hơn hai knot khi lặn so với nhóm trước. Phần lớn các con tàu được đóng tại các xưởng tàu của hãng Scotts ở Greenock hay Cammell Laird & Co Ltd. ở Birkenhead, nhưng một số cũng được đóng bởi Xưởng tàu Chatham hay Vickers Armstrongs Ltd ở Barrow-in-Furness. Việc chế tạo nhóm này kéo dài suốt chiến tranh, đặc biệt là từ năm 1941 đến năm 1945. Với trữ lượng nhiên liệu được nâng lên đến 98 tấn, chúng có thể hoạt động xa hơn tại Địa Trung Hải và khu vực Thái Bình Dương.
Nhóm III chia thành hai phân lớp khác biệt. Phân lớp thứ nhất có trọng lượng choán nước 842 tấn, bao gồm những chiếc được đặt hàng trong các Chương trình Khẩn cấp Chiến tranh 1939, Chương trình 1940 và 1941 (ngoại trừ Sea Devil và Scotsman), cùng với Sturdy và Stygian thuộc Chương trình 1942; ngoài sáu ống phóng ngư lôi phía mũi chúng còn trang thêm một ống phía đuôi bên ngoài. Phân lớp thứ hai có trọng lượng choán nước 814 tấn, bao gồm Sea Devil và Scotsman cùng những chiếc được đặt hàng trong các Chương trình 1942 và 1943 (ngoại trừ Sturdy và Stygian); chúng không có ống phóng ngư lôi phía đuôi bên ngoài, nhưng có lườn áp lực được hàn dày hơn cho phép con tàu lặn sâu đến 350 ft (110 m) thay vì chỉ đến 300 ft (91 m).
- Năm chiếc Safari (P211), Sahib (P212), Saracen (P247), Satyr (P214) và Sceptre (P215) được đặt hàng trong khuôn khổ Chương trình Khẩn cấp Chiến tranh 1939.
- Hai mươi chiếc tiếp theo được đặt hàng trong khuôn khổ Chương trình Chế tạo 1940; chúng khác biệt khi bổ sung thêm một ống phóng ngư lôi phía đuôi đặt bên ngoài, một pháo phòng không Oerlikon 20 mm cùng một bộ radar cảnh báo sớm trên không. Chỉ có 13 chiếc được chế tạo: Seadog, Sibyl, Sea Rover, Seraph, Shakespeare, P222, Sea Nymph, Sickle, Simoom, Sirdar, Spiteful, Splendid và Sportsman; bảy chiếc còn lại với số hiệu từ P81 đến P87 do Vickers-Armstrongs chế tạo bị hủy bỏ.
- Mười lăm chiếc sau đó được đặt hàng trong khuôn khổ Chương trình Chế tạo 1941: Stoic, Stonehenge, Storm, Stratagem, Strongbow, Spark, Scythian, Stubborn, Surf, Syrtis, Shalimar, Scotsman, Sea Devil, Spirit và Statesman.
- Mười ba chiếc được tiếp tục đặt hàng trong khuôn khổ Chương trình Chế tạo 1942: Sturdy, Stygian, Subtle, Supreme, Sea Scout, Selene, Seneschal, Sentinel, Sidon, Sleuth, Solent, Spearhead, Springer.
- Cuối cùng tám chiếc được đặt hàng trong khuôn khổ Chương trình Chế tạo 1943, nhưng chỉ có bốn chiếc được hoàn tất do chiến tranh đã chấm dứt: Saga, Scorcher, Spur, Sanguine.

Tỉ lệ tổn thất của nhóm này vẫn còn cao, khi đến chín chiếc: P222, Saracen, Sahib, Sickle, Simoom, Splendid, Stonehenge, Stratagem và Syrtis bị mất trong cuộc xung đột, cộng với Shakespeare và Strongbow bị hư hại nặng đến mức phải loại bỏ và tháo dỡ. Những chiếc sống sót đã tiếp tục phục vụ sau chiến tranh. Sportsman, sau khi được chuyển cho Hải quân Pháp, đã bị mất tại Toulon năm 1952; Sidon bị đắm năm 1955 sau khi một ngư lôi gặp sự cố kỹ thuật. 
| Tên (số hiệu)                                                 | Xưởng đóng tàu                                        | Đặt lườn          | Hạ thủy           | Nhập biên chế     | Số phận                                                                               |
| ------------------------------------------------------------- | ----------------------------------------------------- | ----------------- | ----------------- | ----------------- | ------------------------------------------------------------------------------------- |
| Safari (P211)                                                 | Cammell Laird, Birkenhead                             | 5 tháng 6, 1940   | 18 tháng 11, 1941 | 14 tháng 3, 1942  | Bán để tháo dỡ, 7 tháng 1, 1946; Đắm trong khi được kéo đi, 8 tháng 1, 1946           |
| Sahib (P212)                                                  | Cammell Laird, Birkenhead                             | 5 tháng 7, 1940   | 19 tháng 1, 1942  | 13 tháng 5, 1942  | Bị tàu chiến Ý đánh chìm phía Bắc Sicilia, 24 tháng 4, 1943                           |
| Saracen (P247)                                                | Cammell Laird, Birkenhead                             | 16 tháng 7, 1940  | 16 tháng 2, 1942  | 27 tháng 6, 1942  | Bị tàu chiến Ý đánh chìm phía Đông đảo Corse, 14 tháng 8, 1943                        |
| Satyr (P214)                                                  | Scotts Shipbuilding and Engineering Company, Greenock | 8 tháng 6, 1940   | 28 tháng 9, 1942  | 8 tháng 2, 1943   | Chuyển cho Pháp như là chiếc Saphir, 1952; tháo dỡ 1962                               |
| Sceptre (P215)                                                | Scotts Shipbuilding and Engineering Company, Greenock | 25 tháng 7, 1940  | 6 tháng 1, 1943   | 15 tháng 4, 1943  | Bán để tháo dỡ, tháng 9, 1949                                                         |
| Seadog (P216)                                                 | Cammell Laird, Birkenhead                             | 31 tháng 12, 1940 | 11 tháng 6, 1942  | 24 tháng 9, 1942  | Bán để tháo dỡ, tháng 8, 1948                                                         |
| Sibyl (P217)                                                  | Cammell Laird, Birkenhead                             | 31 tháng 12, 1940 | 29 tháng 4, 1942  | 16 tháng 8, 1942  | Bán để tháo dỡ, 1948                                                                  |
| Sea Rover (P218)                                              | Scotts, Greenock                                      | 14 tháng 4, 1941  | 25 tháng 2, 1943  | 7 tháng 7, 1943   | Bán để tháo dỡ, tháng 10, 1949                                                        |
| Seraph (P219)                                                 | Vickers Armstrong, Barrow-in-Furness                  | 16 tháng 8, 1940  | 25 tháng 10, 1941 | 27 tháng 6, 1942  | Bán để tháo dỡ, 20 tháng 12, 1962                                                     |
| Shakespeare (P221)                                            | Vickers Armstrong, Barrow-in-Furness                  | 13 tháng 11, 1940 | 8 tháng 12, 1941  | 10 tháng 7, 1942  | Bán để tháo dỡ, 14 tháng 7, 1946                                                      |
| P222                                                          | Vickers Armstrong, Barrow-in-Furness                  | 10 tháng 8, 1940  | 20 tháng 9, 1941  | 4 tháng 5, 1942   | Có thể bị đánh chìm ngoài khơi Capri, 12 tháng 12, 1942                               |
| Sea Nymph (P223)                                              | Cammell Laird, Birkenhead                             | 6 tháng 5, 1941   | 29 tháng 7, 1942  | 3 tháng 11, 1942  | Bán để tháo dỡ, 1948                                                                  |
| Sickle (P224)                                                 | Cammell Laird, Birkenhead                             | 8 tháng 5, 1941   | 27 tháng 8, 1942  | 1 tháng 12, 1942  | Có thể đắm do trúng thủy lôi trong biển Aegean, tháng 6, 1944                         |
| Simoom (P225)                                                 | Cammell Laird, Birkenhead                             | 14 tháng 7, 1941  | 12 tháng 10, 1942 | 30 tháng 12, 1942 | Có thể đắm do trúng thủy lôi ngoài khơi Thổ Nhĩ Kỳ, 4 tháng 11, 1943                  |
| Sirdar (P226)                                                 | Scotts, Greenock                                      | 24 tháng 4, 1941  | 26 tháng 3, 1943  | 20 tháng 9, 1943  | Bán để tháo dỡ, 1965                                                                  |
| Spiteful (P227)                                               | Scotts, Greenock                                      | 19 tháng 9, 1941  | 5 tháng 6, 1943   | 6 tháng 10, 1943  | Bán để tháo dỡ, 1963                                                                  |
| Splendid (P228)                                               | Xưởng tàu Chatham                                     | 7 tháng 3, 1941   | 19 tháng 1, 1942  | 8 tháng 8, 1942   | Bị tàu khu trục Đức Hermes đánh chìm ngoài khơi Naples, 21 tháng 4, 1943              |
| Sportsman (P229)                                              | Xưởng tàu Chatham                                     | 1 tháng 7, 1941   | 17 tháng 4, 1942  | 21 tháng 12, 1942 | Chuyển cho Hải quân Pháp, 8 tháng 7, 1952; đắm ngoài khơi Toulon, 24 tháng 9, 1952    |
| HMS P81 - HMS P87                                             | Vickers Armstrong, Barrow-in-Furness                  |                   |                   |                   | Bị hủy bỏ                                                                             |
| Stoic (P231)                                                  | Cammell Laird, Birkenhead                             | 18 tháng 6, 1942  | 9 tháng 4, 1943   | 29 tháng 6, 1943  | Bán để tháo dỡ, 1950                                                                  |
| Stonehenge (P232)                                             | Cammell Laird, Birkenhead                             | 4 tháng 4, 1942   | 23 tháng 3, 1943  | 15 tháng 6, 1943  | Có thể đắm do trúng thủy lôi trong Ấn Độ Dương, tháng 3, 1944                         |
| Storm (P233)                                                  | Cammell Laird, Birkenhead                             | 23 tháng 6, 1942  | 18 tháng 5, 1943  | 9 tháng 7, 1943   | Bán để tháo dỡ, 1949                                                                  |
| Stratagem (P234)                                              | Cammell Laird, Birkenhead                             | 15 tháng 4, 1942  | 21 tháng 6, 1943  | 9 tháng 10, 1943  | Bị tàu săn ngầm Nhật Bản đánh chìm trong eo biển Malacca, 22 tháng 11, 1944           |
| Strongbow (P235)                                              | Scotts, Greenock                                      | 17 tháng 4, 1942  | 30 tháng 8, 1943  | 23 tháng 12, 1943 | Bán để tháo dỡ, 1946                                                                  |
| Spark (P236)                                                  | Scotts, Greenock                                      | 10 tháng 10, 1942 | 28 tháng 12, 1943 | 28 tháng 4, 1944  | Bán để tháo dỡ, 1950                                                                  |
| Scythian (P237)                                               | Scotts, Greenock                                      | 21 tháng 2, 1943  | 14 tháng 4, 1944  | 11 tháng 8, 1944  | Bán để tháo dỡ, 1960                                                                  |
| Stubborn (P238)                                               | Cammell Laird, Birkenhead                             | 10 tháng 9, 1941  | 11 tháng 11, 1942 | 20 tháng 2, 1943  | Bị đánh chìm như mục tiêu, 1946                                                       |
| Surf (P239)                                                   | Cammell Laird, Birkenhead                             | 1 tháng 2, 1941   | 10 tháng 12, 1942 | 18 tháng 3, 1943  | Bán để tháo dỡ, 1949                                                                  |
| Syrtis (P241)                                                 | Cammell Laird, Birkenhead                             | 14 tháng 10, 1941 | 4 tháng 2, 1943   | 23 tháng 4, 1943  | Mất tích ngoài khơi Na Uy, tháng 3, 1944                                              |
| Shalimar (P242)                                               | Xưởng tàu Chatham                                     | 17 tháng 4, 1942  | 22 tháng 4, 1943  | 22 tháng 4, 1944  | Bán để tháo dỡ, 1950                                                                  |
| Scotsman (P243)                                               | Scotts, Greenock                                      | 15 tháng 4, 1943  | 18 tháng 8, 1944  | 9 tháng 12, 1944  | Bán để tháo dỡ, 1964                                                                  |
| Sea Devil (P244)                                              | Scotts, Greenock                                      | 5 tháng 5, 1943   | 30 tháng 1, 1945  | 12 tháng 5, 1945  | Bán để tháo dỡ, 1966                                                                  |
| Spirit (P245)                                                 | Cammell Laird, Birkenhead                             | 27 tháng 10, 1942 | 20 tháng 7, 1943  | 25 tháng 10, 1943 | Bán để tháo dỡ, 1950                                                                  |
| Statesman (P246)                                              | Cammell Laird, Birkenhead                             | 2 tháng 11, 1942  | 14 tháng 9, 1943  | 13 tháng 12, 1943 | Chuyển cho Hải quân Pháp như là chiếc Sultane, 1952; tháo dỡ 1961                     |
| Sturdy (P248)                                                 | Cammell Laird, Birkenhead                             | 22 tháng 12, 1942 | 30 tháng 9, 1943  | 29 tháng 12, 1943 | Bán để tháo dỡ, 1957                                                                  |
| Stygian (P249)                                                | Cammell Laird, Birkenhead                             | 6 tháng 1, 1943   | 30 tháng 11, 1943 | 29 tháng 2, 1944  | Bán để tháo dỡ, 1949                                                                  |
| Subtle (P251)                                                 | Cammell Laird, Birkenhead                             | 1 tháng 2, 1943   | 27 tháng 1, 1944  | 16 tháng 4, 1944  | Bán để tháo dỡ, 1959                                                                  |
| Supreme (P252)                                                | Cammell Laird, Birkenhead                             | 15 tháng 2, 1943  | 24 tháng 2, 1944  | 20 tháng 5, 1944  | Bán để tháo dỡ, 1950                                                                  |
| Sea Scout (P253)                                              | Cammell Laird, Birkenhead                             | 1 tháng 4, 1943   | 24 tháng 3, 1944  | 19 tháng 6, 1944  | Bán để tháo dỡ, 1965                                                                  |
| Selene (P254)                                                 | Cammell Laird, Birkenhead                             | 16 tháng 4, 1943  | 24 tháng 4, 1944  | 14 tháng 7, 1944  | Bán để tháo dỡ, 1961                                                                  |
| Seneschal (P255)                                              | Scotts, Greenock                                      | 1 tháng 9, 1943   | 23 tháng 4, 1945  | 6 tháng 9, 1945   | Bán để tháo dỡ, 1960                                                                  |
| Sentinel (P256)                                               | Scotts, Greenock                                      | 15 tháng 11, 1943 | 27 tháng 7, 1945  | 28 tháng 12, 1945 | Bán để tháo dỡ, 1962                                                                  |
| Sidon (P259)                                                  | Cammell Laird, Birkenhead                             | 7 tháng 7, 1943   | 4 tháng 9, 1944   | 23 tháng 11, 1944 | Đắm do tai nạn nổ ngư lôi, 16 tháng 6, 1955; trục vớt và đánh chìm như mục tiêu, 1957 |
| Sleuth (P261)                                                 | Cammell Laird, Birkenhead                             | 30 tháng 6, 1943  | 6 tháng 7, 1944   | 8 tháng 10, 1944  | Bán để tháo dỡ, 1958                                                                  |
| Solent (P262)                                                 | Cammell Laird, Birkenhead                             | 7 tháng 5, 1943   | 8 tháng 6, 1944   | 7 tháng 9, 1944   | Bán để tháo dỡ, 1961                                                                  |
| Spearhead (P263)                                              | Cammell Laird, Birkenhead                             | 18 tháng 8, 1943  | 2 tháng 10, 1944  | 21 tháng 12, 1944 | Chuyển cho Bồ Đào Nha như là chiếc NRP Neptuno, 1948; tháo dỡ, 1967                   |
| Springer (P264)                                               | Cammell Laird, Birkenhead                             | 8 tháng 5, 1944   | 14 tháng 5, 1945  | 2 tháng 8, 1945   | Chuyển cho Israel như là chiếc INS Tanin, 1958; loại bỏ 1972                          |
| Saga (P257)                                                   | Cammell Laird, Birkenhead                             | 5 tháng 4, 1944   | 14 tháng 3, 1945  | 14 tháng 6, 1945  | Chuyển cho Bồ Đào Nha như là chiếc NRP Náutilo, 1948; loại bỏ 1969                    |
| Scorcher (P258)                                               | Cammell Laird, Birkenhead                             | 14 tháng 12, 1943 | 18 tháng 12, 1944 | 16 tháng 3, 1945  | Bán để tháo dỡ, 1962                                                                  |
| Spur (P265)                                                   | Cammell Laird, Birkenhead                             | 1 tháng 10, 1943  | 17 tháng 11, 1944 | 18 tháng 2, 1945  | Chuyển cho Bồ Đào Nha như là chiếc NRP Narval, 1948; tháo dỡ, 1969                    |
| Sanguine (P266)                                               | Cammell Laird, Birkenhead                             | 10 tháng 1, 1944  | 15 tháng 2, 1945  | 13 tháng 5, 1945  | Chuyển cho Israel như là chiếc INS Rahav, 1958; tháo dỡ làm nguồn phụ tùng, 1968      |
| Sea Robin (P267) Sprightly (P268) Surface (P269) Surge (P271) |                                                       |                   |                   |                   | Bị hủy bỏ                                                                             |

## Phục vụ cùng hải quân nước ngoài
Nhiều tàu ngầm lớp S đã được bán hoặc chuyển giao cho hải quân các nước khác.
Nhóm I:
- Vào năm 1943, HMS Sturgeon được chuyển giao cho Hải quân Hoàng gia Hà Lan như là chiếc Zeehond; con tàu được hoàn trả năm 1945

Nhóm II:
- Vào năm 1944, HMS Sunfish được chuyển giao cho Hải quân Liên Xô và đổi tên thành V-1; tuy nhiên nó bị đắm do hỏa lực bắn nhầm lúc trên đường đi sang Murmansk

Nhóm III:
- Vào năm 1948, ba tàu ngầm được chuyển cho Hải quân Bồ Đào Nha:
  - HMS Spearhead trở thành chiếc Neptuno
  - HMS Saga trở thành chiếc Nautilo
  - HMS Spur trở thành chiếc Narval
- Vào năm 1952, bốn tàu ngầm được chuyển cho Hải quân Pháp và trở thành lớp Saphir:
  - HMS Satyr trở thành chiếc Saphir
  - HMS Spiteful trở thành chiếc Sirene
  - HMS Sportsman trở thành chiếc Sibylle nhưng bị mất trong một tai nạn khi lặn vào tháng 9, 1952
  - HMS Statesman trở thành chiếc Sultane
- Vào năm 1959, hai tàu ngầm được bán cho Hải quân Israel:
  - HMS Springer trở thành chiếc INS Tanin và đã tham gia cuộc Chiến tranh Sáu Ngày [4][5]
  - HMS Sanguine trở thành chiếc INS Rahav